# Bloods
The Bloods sunt o bandă de stradă afro-americană înființată în Los Angeles, California. Gașca este cunoscută pe scară largă pentru rivalitatea cu Crips. Este identificat prin culoarea roșie purtată de membrii săi și prin simboluri speciale ale bandelor, inclusiv semnele distinctive ale mâinilor.
The Bloods cuprinde diverse subgrupuri cunoscute sub numele de „seturi”, între care există diferențe semnificative, cum ar fi culorile, îmbrăcămintea, operațiile și ideile politice care pot fi în conflict deschis unul cu celălalt. De la crearea bandei, aceasta s-a ramificat în intregul Statelelor Unite.

## Istorie
Banda Bloods a fost formată inițial pentru a concura împotriva influenței Crips din Los Angeles. Rivalitatea a luat naștere în anii 1960, când Raymond Washington și alți Crips l-au atacat pe Sylvester Scott și Benson Owens, doi elevi de la Centennial High School din Compton, California. Drept urmare, Scott a format banda de stradă Piru, prima bandă „Bloods”. Ulterior, Owens a înființat banda West Piru. The Bloods a fost inițial format pentru a oferi membrilor protecție împotriva Crips. Multe dintre bandele non-Crip obișnuiau să se numească reciproc „blood”. La 21 martie 1972, la scurt timp după un concert cu Wilson Pickett și Curtis Mayfield, 20 de tineri aparținând Crips au atacat și jefuit Robert Ballou Jr. în afara Hollywood Palladium. Ballou a fost bătut până la moarte după ce a refuzat să renunțe la jacheta de piele. Mediatizarea senzațională a infracțiunii și atacurile continue ale Crips le-au sporit notorietatea. Câteva bande non-Crips formate în această perioadă nu au fost potrivite pentru Crips și au devenit preocupate de escaladarea atacurilor Crip. Pirus, Black P. Stones, Athens Park Boys și alte bande care nu erau aliniate cu Crips se confruntau adesea cu ei. La 5 iunie 1972, la trei luni de la uciderea lui Ballou, Fredrick "Lil Country" Garret a fost ucis de un Westside Crip. Aceasta a marcat prima crimă Crips împotriva unui alt membru al bandei și a motivat bandele non-Crip să se alinieze una cu cealalta. Brims a atacat inapoi în 4 august 1972 prin uciderea lui Thomas Ellis, un original Westside Crip. Până la sfârșitul anului 1972, Pirus a organizat o întâlnire în cartierul lor pentru a discuta despre creșterea presiunii Crip și a intimidării. Câteva bande care s-au simțit victimizate de Crips s-au alăturat Pirus-ului pentru a crea o nouă federație de cartiere non-Crips. Această alianță a devenit Bloods. Prin urmare, Pirus sunt considerați fondatorii Bloods.
În 1978, existau 15 seturi Bloods. Crips tot au depășit numărul Bloods la 3 la 1. Pentru a-și afirma puterea, Bloods a devenit din ce în ce mai violent. În anii 1980, Bloods a început să distribuie cocaină crack în Los Angeles. Numărul de membri ai Bloods a crescut dramatic, la fel și numărul statelor în care erau prezenți. Aceste creșteri au fost determinate în primul rând de profiturile din distribuția de cocaină crack. Profiturile uriașe au permis membrilor să se mute în alte orașe și state.

### United Blood Nation
„Bloods” este un termen universal folosit pentru a se referi la West Coast Bloods și United Blood Nation (UBN, cunoscut și sub numele de East Coast Bloods). Aceste două grupuri sunt în mod tradițional distincte, dar ambele se numesc „blood”. Profiturile distribuției cocainei crack au permis Bloods să se răspândească în alte state. UBN a început în 1993 în Centrul de Detenție George Motchan (GMDC) din Insula Rikers pentru a forma protecție împotriva regilor latini și Ñetas care vizau membrii bandelor afro-americane. UBN este o confederație liberă de bande de stradă predominant afro-americane. Odată eliberați din închisoare, liderii UBN s-au întors în cartierele lor din New York, unde au păstrat numele Bloods și au început să recruteze membri. UBN are între 7.000 și 15.000 de membri în estul SUA. Își face veniturile prin diferite activități infracționale, inclusiv distribuirea de cocaină crack și contrabanda cu droguri în închisoare.

## Apartenenta
Bloods este o asociație puțin structurată a bandelor de stradă mai mici, cunoscute sub numele de „seturi”, care au o cultură comună a bandelor. Fiecare set are propriul său lider și, în general, funcționează independent de celelalte. Majoritatea membrilor Bloods sunt bărbați afro-americani, deși unele seturi au recrutat membri de sex feminin, precum și membri din alte rase și medii etnice. Membrii au vârsta cuprinsă între adolescență și mijlocul anilor 20, dar unii ocupă funcții de conducere până la sfârșitul anilor douăzeci și ocazional treizeci.
Nu există un lider național cunoscut al Bloods, dar seturile individuale Bloods au o structură ierarhică de conducere cu niveluri identificabile de membru. Aceste niveluri de membru indică statutul în cadrul unei bande. Un lider, de obicei un membru mai în vârstă, cu antecedente penale mai extinse, conduce fiecare set. Un lider de set nu este ales, ci mai degrabă se afirmă dezvoltând și gestionând întreprinderile criminale ale bandei prin reputația sa de violență și nemilos și prin carisma sa. Majoritatea membrilor setului sunt numiți „soldați”, care au de obicei între 16 și 22 de ani. Soldații au un puternic sentiment de angajament față de setul lor și sunt extrem de periculoși din cauza dorinței lor de a folosi violența atât pentru a obține respectul membrilor bandelor, cât și pentru a răspunde oricărei persoane care „nu respectă” setul. „Asociații” nu sunt membri cu drepturi deplinult în rândul tinerilor de vârstă școlară din comunitățile afro-americane sărace. Apartenența la bandă oferă tinerilor un sentiment de apartenență și protecție. De asemenea, oferă o satisfacție imediată tinerilor defavorizați din punct de vedere economic care doresc să fie captivate în viața de bandă, cum ar fi bijuteriile din aur, numerarul, îmbrăcămintea sportivă scumpă. Seturile Bloods au o structură slabă de ranguri bazate pe durata de timp în care o persoană a fost implicată într-un anumit set. Rangurile nu înseamnă conducere sau dominanță asupra setului; ele înseamnă doar respect pentru cei care au fost în set mai mult timp și au supraviețuit cel mai mult. Cei cu un rang superior nu au o poziție de autoritate asupra celor de rang inferior.
Membrii Bloods se numesc de obicei CK (pentru Crip-Killer), MOB (Member of Bloods), dawgs sau ballers (adică traficanți de droguri). Banda are un număr de aproximativ 15.000 și 20.000 de membri activi în 123 de orașe și în 33 de state americane, în principal pe coasta de vest și. într-o măsură mai mică, regiunea Marilor Lacuri și sud-est. Bandele inclusiv Bloods au fost documentate în armata SUA, atât în bazele SUA, cât și în cele de peste mări. Seturile Bloods funcționează și în orașele canadiene Montreal și Toronto.

## Identificare
Membrii Bl]
prin diferiți indicatori, cum ar fi culorile, îmbrăcămintea, simbolurile, tatuajele, bijuteriile, graffiti-urile, limbajul și semnele mâinilor. Culoarea bandei Bloods este roșie. Le place să poarte îmbrăcăminte sport, inclusiv jachete care arată culoarea lor de bandă. Cele mai frecvent utilizate simboluri Bloods includ numărul „5”, steaua cu cinci colțuri și coroana cu cinci colțuri. Aceste simboluri sunt menite să arate apartenența Bloods la People Nation, o mare coaliție de afiliați creată pentru a proteja membrii alianței în închisoarea federală și de stat. Aceste simboluri pot fi văzute în tatuaje, bijuterii și îmbrăcăminte purtate de membrii bandelor, precum și graffiti-urile cu care Bloods își marchează teritoriul. Astfel de graffiti pot include nume de bandă, porecle, declarații de loialitate, amenințări împotriva bandelor rivale sau descrieri ale faptelor criminale în care a fost implicată banda.
Graffiti-urile Bloods pot include simboluri ale bandelor rivale (în special cele ale Crips) trasate cu susul în jos. Aceasta este o insultă adusă grupului rival și simbolurilor sale. Membrii Bloods au, de asemenea, un argou distinctiv. Ei se salută folosind cuvântul „blood” și de multe ori evită să folosească cuvinte cu litera „C”. Bloods folosesc semne de mână pentru a comunica între ei. Semnele mâinii pot fi o mișcare singulară, cum ar fi litera „B” în limba semnelor americane, sau o serie de mișcări care utilizează una sau ambele mâini pentru fraze mai complexe. Inițiatorii United Blood Nation (UBN) sau East Coast Bloods primesc adesea un semn de labe de câine, reprezentat de trei puncte adesea arse cu o țigară, pe umărul drept. Alte simboluri UBN includ un buldog și un taur.

## Seturi
- Black P. Stone Bloods
- Bounty Hunter Bloods
- United Blood Nation